# Fibra elastica

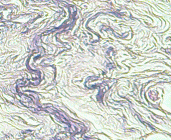
Fibre elastiche colorate con il metodo di Weigert provenienti da ghiandola mammaria

Le fibre elastiche o fibre gialle sono una componente dei tessuti connettivi in alcune strutture del corpo. Esse sono fondamentali, ad esempio, nella funzionalità delle arterie, in particolare per l'aorta. Le fibre elastiche si trovano nella matrice extracellulare insieme alle fibre collagene e sono formate da proteine quali l'elastina e la fibrillina.
Il tessuto elastico rientra nella categoria dei connettivi propriamente detti.
Sono fibre molto stabili, resistenti a molti agenti chimici, agli acidi forti del succo gastrico, a basi diluite, vengono però digerite specificamente dall'enzima elastasi, contenuto nel pancreas. Si colorano attraverso l'orceina che fa assumere loro una caratteristica colorazione marrone, oppure attraverso il metodo fucsina-resorcina di Weigert.

## Struttura
Le fibre elastiche sono meno numerose delle fibre collagene in tutti i tipi di connettivo, fatta eccezione per il tessuto connettivo denso elastico. Esse hanno uno spessore variabile da 0,2 a 1 µm, con sottili microfibrille dello spessore di soli 11 nm, che non presentano birifrangenza. Strutturalmente sono formate da una matrice amorfa centrale, costituita da elastina, attorniata da esili microfibrille di fibrillina, organizzate in una disposizione altamente ordinata. Quando le fibre elastiche sono molto spesse e concentrate, per esempio nel legamento nucale dei ruminanti, appaiono giallastre, per cui sono dette fibre gialle. 

## Funzione
Come si evince dal nome, la caratteristica principale di queste fibre è l'elevata elasticità, sono infatti in grado di sopportare torsioni e tensioni anche notevoli, deformandosi per poi ritornare allo stato di distensione originario (aumentando fino al 50% la loro lunghezza), sono però poco resistenti alla trazione, per questo in molti tessuti sono presenti sia fibre collagene che fibre elastiche. La loro deformazione è passiva, tali fibre, infatti, modificano la loro estensione solo per mezzo di fattori esterni di pressione o in seguito alla contrazione di fibre muscolari. Le fibre elastiche possono anche fondersi tra loro dando origine alle lamine o membrane elastiche ove sia richiesta una maggiore deformabilità, come nei vasi sanguigni. In particolare, le fibre elastiche costituiscono le membrane elastiche fenestrate esterna ed interna di tutte le arterie e la tonaca media delle vene.